# Ostwalds Klassiker der exakten Wissenschaften
Ostwalds Klassiker der exakten Wissenschaften ist eine Buchreihe, die wichtige Originalwerke aus allen Bereichen der Naturwissenschaften enthält. Sie wurde 1889 von dem Physikochemiker Wilhelm Ostwald begründet und wird heute im Verlag Europa-Lehrmittel verlegt.

## Geschichte

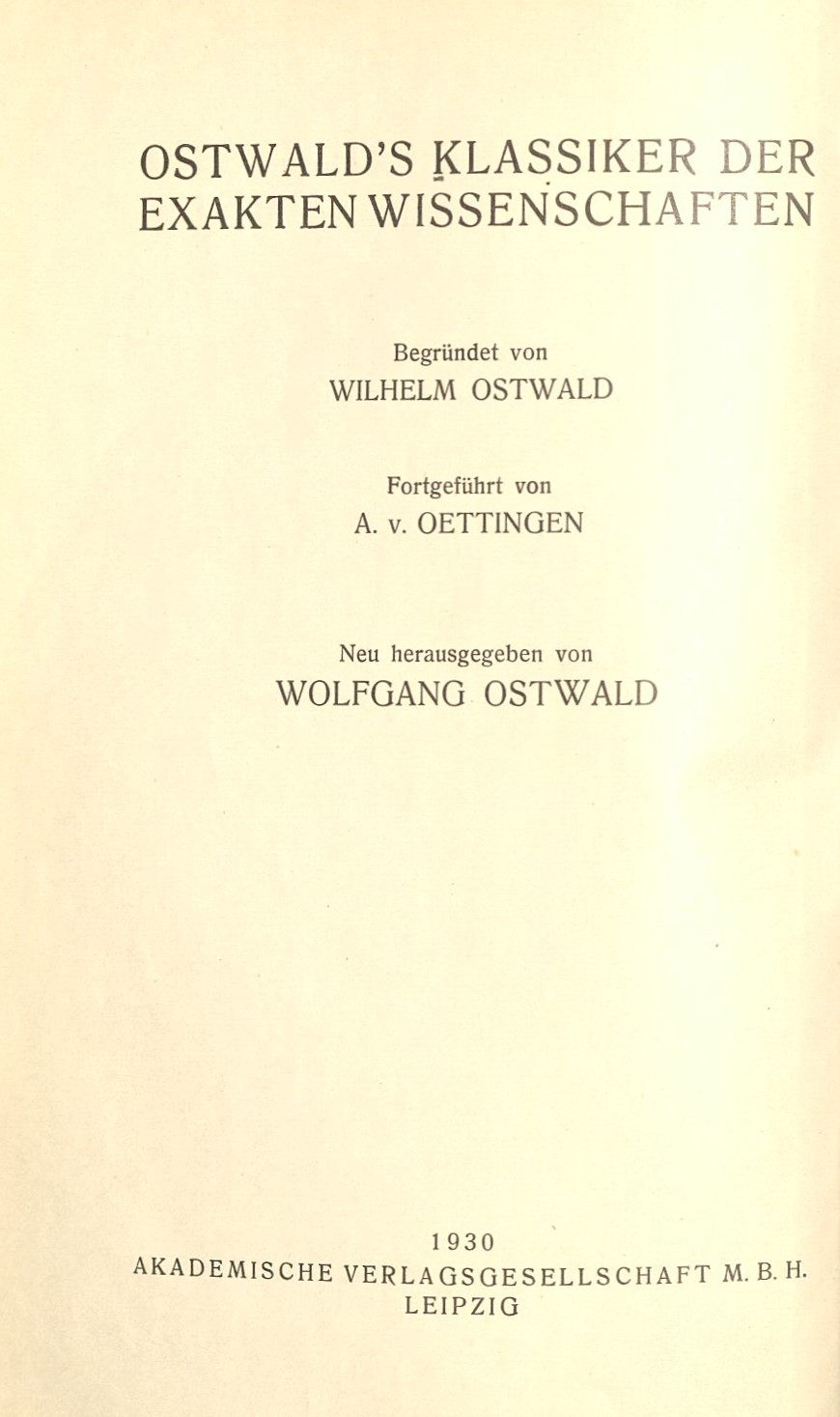
Ostwald’s Klassiker (1930)

Die Reihe erschienen zuerst bei Wilhelm Engelmann in Leipzig und dann bei der Akademischen Verlagsgesellschaft in Leipzig und in jüngerer Zeit in Nachdrucken und Neuauflagen bei Harri Deutsch in Frankfurt.
Ziel Ostwalds war es, dem „Mangel an Kenntnis jener großen Arbeiten, auf welchen das Gebäude der Wissenschaft ruht“, abzuhelfen. Der erste Band 1889 war Über die Erhaltung der Kraft (zuerst 1847) von Hermann von Helmholtz. 1894 übernahm der Physiker Arthur von Oettingen von Ostwald die Herausgabe (und blieb bis 1920 Herausgeber, als der Sohn von Ostwald, Wolfgang Ostwald, die Aufgabe übernahm); Ostwald gab aber vorerst weiter die Chemie-Bände heraus, bis er von Richard Abegg abgelöst wurde. Bis 1915 erschienen 195 Bände; dann gab es eine Unterbrechung durch den Ersten Weltkrieg bis 1919. Ab 1919 erschienen sie bei der Akademischen Verlagsgesellschaft, die auch ältere Ausgaben neu band. 1923 erschien der 200. Band (Arbeiten von Wilhelm Ostwald über Katalyse). Von 1938 (Band 244) bis 1954 (Band 245) gab es eine Pause durch den Zweiten Weltkrieg. Die Serie wurde dann durch den Nachfolger der Akademischen Verlagsgesellschaft in der DDR, die Akademische Verlagsgesellschaft Geest & Portig, fortgeführt. Diese wurde ab 1968 mit dem B. G. Teubner Verlag zusammengefügt, der dadurch Mitherausgeber der Reihe war. Der Nachfolger der Akademischen Verlagsgesellschaft in der BRD mit Sitz in Frankfurt am Main gab ebenfalls ab 1965 eine Neue Folge heraus (der Verlag bestand bis 1983), von der sechs Titel erschienen (ab Band 4 im Jahr 1968 erschienen sie bei Vieweg in Braunschweig). Ab 1982 gab es Reprints der alten Reihe vor dem Zweiten Weltkrieg, in Westdeutschland durch den auf Veröffentlichung von wissenschaftlicher Literatur der DDR in der BRD spezialisierten Verlag Harri Deutsch in Frankfurt. Bis 1987 erschienen insgesamt 275 Bände.

## Ursprüngliche Reihenbände
Ein Verzeichnis der ursprünglichen Reihenbände findet sich über den Wikisourceeintrag auf dieser Seite.
- 66 J. W. Doebereiner, Max Pettenkoffer: Die Anfänge des natürlichen Systemes der chemischen Elemente. Wilhelm Engelmann, Leipzig 1895.
- 168 Moritz von Rohr (Hrsg.): Abhandlungen zur Geschichte des Stereoskops. Wilhelm Engelmann, Leipzig 1908 (Digitalisat).

## Bände bei der Akademischen Verlagsgesellschaft nach dem Krieg
Nach dem Zweiten Weltkrieg erschienen bei der Akademischen Verlagsgesellschaft, Harri Deutsch und Europa-Lehrmittel (außer Reprints/Neuausgaben der alten Reihe):
- 245 Carl Ramsauer: Wirkungsquerschnitt der Edelgase gegenüber langsamen Elektronen
- 246 Georg Christoph Lichtenberg: Über eine neue Methode, die Natur und die Bewegung der elektrischen Materie zu erforschen
- 247 Alexander von Humboldt: Ideen zu einer Physiognomik der Gewächse
- 248 Alexander von Humboldt: Ideen zu einer Geographie der Pflanzen
- 249 Eduard Poeppig: Tropenvegetation und Tropenmenschen
- 250 Wilhelm Ostwald: Volumchemische Studien über Affinität und volumenchemische und optisch-chemische Studien
- 251 Heinrich Hertz: Über sehr schnelle elektrische Schwingungen
- 252 Pavel Alexandrov u. a.: Die Hilbertschen Probleme
- 253 Felix Klein: Das Erlanger Programm
- 254 Francis Crick, Robert Holley, James D. Watson: Abhandlungen zur Molekulargenetik
- 255 Ejnar Hertzsprung: Zur Strahlung der Sterne
- 256 Carl Friedrich Gauß: Mathematisches Tagebuch
- 257 Wilhelm Ostwald: Gedanken zur Biosphäre
- 258 Ernst Chladni: Über den kosmischen Ursprung der Meteorite und Feuerkugeln
- 259 Carl Schorlemmer: Ursprung und Entwicklung der organischen Chemie
- 260 Gerhard Harig: Physik und Renaissance
- 261 Leonhard Euler: Zur Theorie komplexer Funktionen
- 262 Max Volmer: Zur Kinetik der Phasenbildung und Elektrodenreaktion
- 263 Heinrich Hertz: Prinzipien der Mechanik
- 264 Manfred von Ardenne: Arbeiten zur Elektronik
- 265 Jacobus van ’t Hoff: Studien zur chemischen Dynamik
- 266 Jaroslav Heyrovský: Polarographie
- 267 Wilhelm Ostwald: Zur Geschichte der Wissenschaft. Vier Manuskripte aus dem Nachlaß
- 268 Karl August Möbius: Zum Biozönose-Begriff. Die Auster und die Austernwirtschaft
- 269 Peter Simon Pallas: Über die Beschaffenheit der Gebirge und die Veränderungen der Erdkugel
- 270 R. Klaus Müller (Hrsg.): Dokumente zur Entwicklung der Toxikologie im 19. Jahrhundert
- 271 Johann Wilhelm Ritter: Entdeckungen zur Elektrochemie, Bioelektrochemie und Photochemie
- 272: Friedlieb Ferdinand Runge, Raphael Eduard Liesegang, Boris Pavlovich Belousov, Anatol Markovich Zhabotinsky: Selbstorganisation chemischer Strukturen
- 273 Johannes Kepler: Vom sechseckigen Schnee
- 274 Hermann Sachse, Ernst Mohr: Zur Konformation des Cyclohexans
- 275 Matthias Jacob Schleiden, T. Schwann, M. Schultze: Klassische Schriften zur Zellenlehre
- 276 Ernst Abbe: Briefwechsel mit Adolf Ferdinand Weinhold
- 277–279 Jean-Baptiste de Lamarck: Zoologische Philosophie 1–3
- 280 Franz Xaver Zach: Astronomie der Goethezeit
- 281 Manfred Eigen: Die unmeßbar schnellen Reaktionen
- 282
- 283 Joseph von Gerlach: Die Anfänge der histologischen Färbung und der Mikrophotographie
- 284 Marie Curie: Die Entdeckung des Radiums
- 285 Sigmund Exner: Entwurf zu einer physiologischen Erklärung der psychischen Erscheinungen
- 286 Ludwig Boltzmann: Entropie und Wahrscheinlichkeit
- 287 Alexander Friedmann: Die Welt als Raum und Zeit
- 288 William Herschel: Über den Bau des Himmels
- 289 Frederick Soddy: Die Natur des Radiums
- 290 Walther Nernst: Begründung der Theoretischen Chemie
- 291 Karl Friedrich Zöllner: Grundzüge einer allgemeinen Photometrie des Himmels
- 292–294 Michael Faraday: Experimentaluntersuchungen über Elektrizität, 3 Bände
- 295 Johannes Kepler: Tertius interveniens: Warnung an etliche Gegner der Astrologie, das Kind nicht mit dem Bade auszuschütten
- 296 Robert Bunsen: Gasometrische Methoden
- 297 Charles Bonnet: Systemtheorie und Philosophie organisierter Körper
- 298 Paul Drude: Zur Elektronentheorie der Metalle
- 299 Max Planck: Über thermodynamische Gleichgewichte
- 300 Nikolaus Kopernikus: Über die Umschwünge der himmlischen Kreise
- 301/302 Pierre-Simon Laplace: Darstellung des Weltsystems 1,2
- 303 Paul Emil Flechsig, Hans Berger: Gehirn und Seele
- 304 Georges Lemaître: Von der klassischen Kosmologie zum Quantenkosmos

## Bände bei der Akademischen Verlagsgesellschaft Frankfurt
Hier erschienen nur sechs Bände, die als neue Folge in der Nummerierung nicht an die alte Reihe anschlossen:
- Band 1, Simon Stevin: De Thiende
- Band 2, Johann Wilhelm Ritter: Die Begründung der Elektrochemie und Entdeckung der ultravioletten Strahlung
- Band 3, Niels Stensen: Das Feste im Festen
- Band 4, Neun Bücher über arithmetische Technik
- Band 5, Wilhelm Weber, Rudolf Kohlrausch: Über die Einführung absoluter elektrischer Maße
- Band 6, Gregor Mendel: Versuche über Pflanzenhybriden (erschien schon in der alten Reihe)

Es waren noch mehr Bände geplant (wie die Einführung in die Algebra von François Viète, die dann aber 1973 an anderem Ort erschien).